# Superpuchar Niemiec w piłce siatkowej mężczyzn (2017)
Superpuchar Niemiec w piłce siatkowej mężczyzn 2017 (VBL Supercup Männer 2017) – druga edycja rozgrywek o Superpuchar Niemiec rozegrana 8 października 2017 roku w TUI Arena w Hanowerze. W meczu o Superpuchar udział wzięły dwa kluby: mistrz Niemiec w sezonie 2016/2017 – Berlin Recycling Volleys oraz zdobywca Pucharu Niemiec – VfB Friedrichshafen.
Po raz drugi z rzędu Superpuchar Niemiec zdobył klub VfB Friedrichshafen. MVP wybrany został grecki siatkarz Atanasis Protopsaltis.

## Drużyny uczestniczące
| Drużyna                  | Osiągnięcia w sezonie 2016/2017 |
| ------------------------ | ------------------------------- |
| Berlin Recycling Volleys | mistrzostwo Niemiec             |
| VfB Friedrichshafen      | zdobycie Pucharu Niemiec        |

## Mecz
Niedziela, 8 października 2017 – 15:30 (UTC+02:00) • TUI Arena, Hanower
Widzów: 5796
Czas trwania meczu: 104 minuty
Sędziowie: Nils Weickert i Lutz Steinmetz
| Berlin Recycling Volleys | 1:3                                 | VfB Friedrichshafen       |
| Paul Carroll 13 pkt      | (25:23, 18:25, 18:25, 19:25) raport | David Sossenheimer 18 pkt |

| Poz.                 | Nr | Zawodnik          | 1        | 2           | 3           | 4        | 5 | Pkt |
| -------------------- | -- | ----------------- | -------- | ----------- | ----------- | -------- | - | --- |
| Ś                    | 1  | Aleksandar Okolić | 4 jeden  | 5 dwa       | 4 jeden     | 8 pięć   |   | 11  |
| P                    | 3  | Robert Kromm      | 6 trzy   | 7 cztery    | 6 trzy      | 4 pusty  |   | 12  |
| Ś                    | 8  | Graham Vigrass    | 7 cztery | 8 pięć      | 7 cztery    | 4 pusty  |   | 5   |
| R                    | 10 | Sebastian Kühner  | 8 pięć   | 9 sześć     | 8 pięć      | 6 trzy   |   | 4   |
| P                    | 11 | Adam White        | 9 sześć  | 4 jeden     | 9 sześć     | 4 jeden  |   | 11  |
| A                    | 12 | Paul Carroll      | 5 dwa    | 6 trzy      | 5 dwa       | 9 sześć  |   | 13  |
| L                    | 4  | Luke Perry        | L        | L           | L           | L        |   |     |
| Zmiany               |    |                   |          |             |             |          |   |     |
| P                    | 2  | Steven Marshall   |          | 20 zmiana11 | 20 zmiana11 | 7 cztery |   | 6   |
| Ś                    | 7  | Georg Klein       |          |             |             | 5 dwa    |   | 1   |
| R                    | 9  | Daan van Haarlem  |          |             | 21 zmiana12 | 4 pusty  |   |     |
| P                    | 15 | Kyle Russell      |          |             | 19 zmiana10 | 4 pusty  |   |     |
| Nie weszli na boisko |    |                   |          |             |             |          |   |     |
| A                    | 5  | Linus Weber       |          |             |             | 4 pusty  |   |     |
| Ś                    | 13 | Matti Binder      |          |             |             | 4 pusty  |   |     |
| P                    | 17 | Egor Bogachev     |          |             |             | 4 pusty  |   |     |
| Trener               |    |                   |          |             |             |          |   |     |
| Luke Reynolds        |    |                   |          |             |             |          |   |     |

| Poz.                 | Nr | Zawodnik              | 1           | 2           | 3          | 4          | 5 | Pkt |
| -------------------- | -- | --------------------- | ----------- | ----------- | ---------- | ---------- | - | --- |
| P                    | 5  | David Sossenheimer    | 4 jeden     | 8 pięć      | 9 sześć    | 9 sześć    |   | 18  |
| P                    | 7  | Atanasis Protopsaltis | 7 cztery    | 5 dwa       | 6 trzy     | 6 trzy     |   | 14  |
| Ś                    | 9  | Philipp Collin        | 8 pięć      | 6 trzy      | 7 cztery   | 7 cztery   |   | 6   |
| R                    | 10 | Simon Tischer         | 6 trzy      | 4 jeden     | 5 dwa      | 5 dwa      |   | 3   |
| A                    | 11 | Daniel Malescha       | 9 sześć     | 7 cztery    | 16 zmiana7 | 10 zmiana1 |   | 5   |
| Ś                    | 12 | Jakob Günthör         | 5 dwa       | 9 sześć     | 4 jeden    | 4 jeden    |   | 12  |
| L                    | 13 | Markus Steuerwald     | L           | L           | L          | L          |   |     |
| Zmiany               |    |                       |             |             |            |            |   |     |
| A                    | 1  | Bartłomiej Bołądź     |             | 20 zmiana11 | 8 pięć     | 8 pięć     |   | 10  |
| Ś                    | 4  | Andreas Takvam        | 16 zmiana7  | 16 zmiana7  |            | 18 zmiana9 |   | 1   |
| R                    | 17 | Tomáš Kocian          | 21 zmiana12 | 21 zmiana12 |            | 16 zmiana7 |   |     |
| L                    | 3  | Thilo Späth           | L           |             |            | 4 pusty    |   |     |
| Nie weszli na boisko |    |                       |             |             |            |            |   |     |
| P                    | 8  | Martin Atanasow       |             |             |            | 4 pusty    |   |     |
| Ś                    | 16 | Scott Kevorken        |             |             |            | 4 pusty    |   |     |
| Trener               |    |                       |             |             |            |            |   |     |
| Vital Heynen         |    |                       |             |             |            |            |   |     |

## Statystyki meczowe
| BER | STATYSTYKI        | FRI |
| 80  | MAŁE PUNKTY       | 98  |
| 52  | ATAK              | 53  |
| 6   | BLOK              | 12  |
| 5   | SERWIS            | 4   |
| 17  | BŁĘDY PRZECIWNIKA | 29  |

## Wyjściowe ustawienie drużyn
| Okolić Carroll Kromm Vigrass Kühner White Perry Sossenheimer Günthör Tischer Protopsaltis Collin Malescha Steuerwald |